# Artie Kornfeld
Artie Kornfeld, né le 9 septembre 1942 à Brooklyn, à New York, est un producteur de musique américain.

## Biographie
En 1956, il achète sa première Guitare
Il étudie à l'American University, où il rencontre Cass Elliot
À 20 ans, il devient le vice président de Capitol Records.
En 1969, il organise le Festival de Woodstock, avec John Roberts, Joel Rosenman, et Michael Lang qu'il rencontre à New York,.